# Детская больница имени Рут Рапопорт
Детская больница имени Рут Рапопорт — детская клиническая больница в Израиле, расположенная в районе Бат-Галим города Хайфа в составе больничного комплекса Рамбам. Это единственная детская больница в северном регионе Израиля.

## История
Изначально больница была основана в 1986 году и названа в честь промышленника и сионистского лидера Салли Майера.
После Второй ливанской войны возникла необходимость строительства укрепленного и защищенного здания на территории центра Рамбам. Для этого был выбран вариант строительства здания скорой медицинской помощи в виде подземного 3-этажного здания, на территории, ранее используемой под стоянку машин.
Над этим подземным зданием в итоге было принято решение построить новое здание, высотой в 9 этажей. Это здание, построенное по проекту архитектора Арада Шарона и стало главным зданием детской больницы. В то же время больницу переименовали в «Рут Рапопорт», в честь жены филантропа Брюса Раппопорта, который пожертвовал 80 миллионов долларов на это строительство (кроме того, 30 миллионов долларов было выделено государством, а остальные 70 миллионов пришли разных других источников).
Несмотря на то, что площадь помещений больницы увеличилась, число больничных коек не увеличилось. Площадь приемного покоя больницы увеличилась в три раза, по сравнению со старым зданием.
Обновленное здание больницы было открыто в июне 2014 года, и в течение года вся больница была переведена из старого здания в новое . 